# Schtschurowytschi
Schtschurowytschi (ukrainisch Щуровичі; russisch Щуровичи/Schtschurowitschi, polnisch Szczurowice) ist ein Dorf in der ukrainischen Oblast Lwiw in der Westukraine mit etwa 433 Einwohnern (2021).

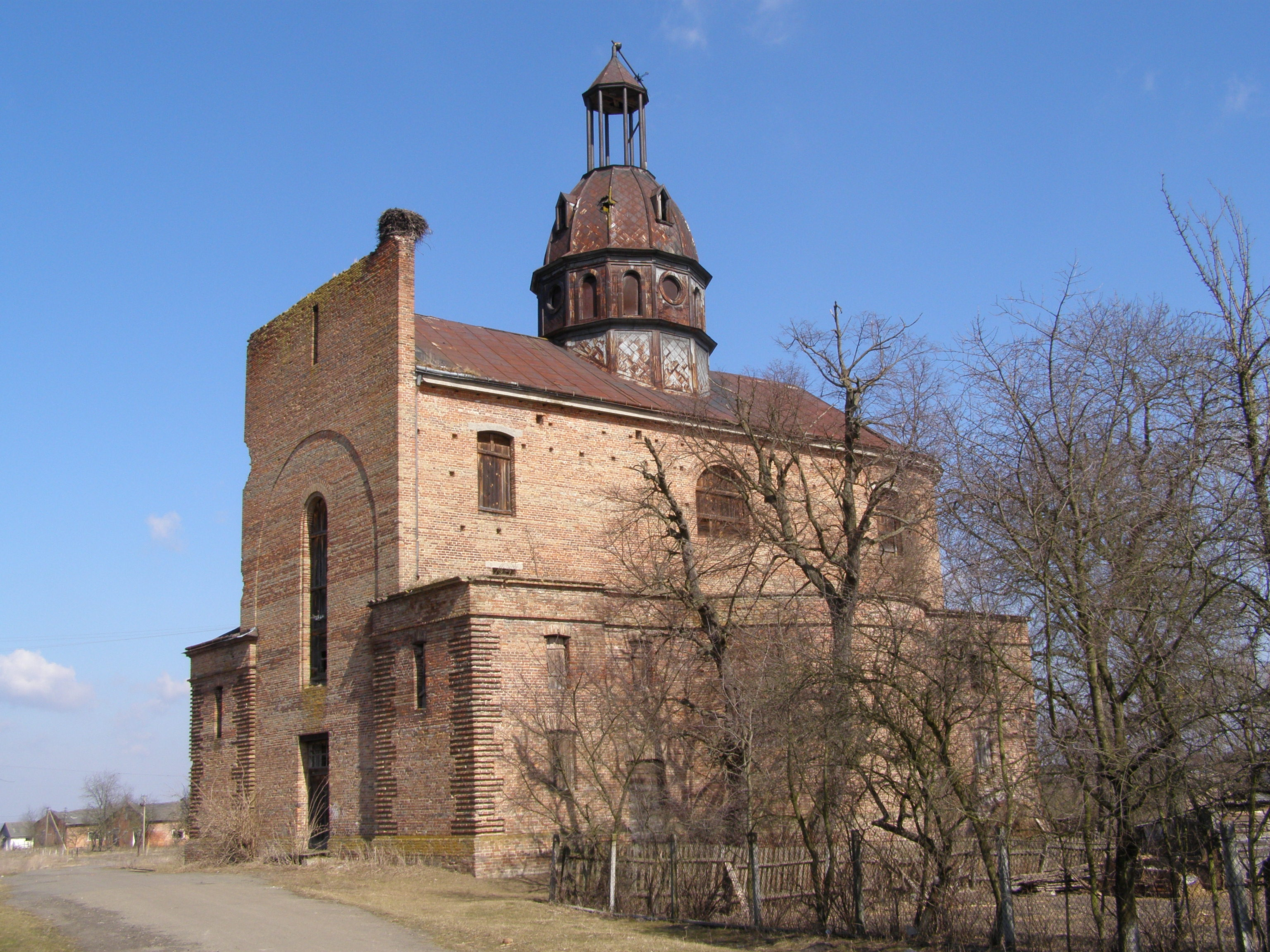
Kirche im Ort

Die Ortschaft liegt im Westen der historischen Landschaft Galizien im Rajon Tscherwonohrad am Fluss Styr, etwa 28 Kilometer östlich vom ehemaligen Rajonzentrum Radechiw und 86 Kilometer nordöstlich vom Oblastzentrum Lwiw entfernt.
Am 12. Juni 2020 wurde das Dorf ein Teil der neu gegründeten Siedlungsgemeinde Lopatyn im Rajon Tscherwonohrad, bis dahin war sie Teil der Landratsgemeinde Smorschiw im Rajon Radechiw.
Der Ort wurde 1521 zum ersten Mal schriftlich erwähnt, erhielt im 15. Jahrhundert das Magdeburger Stadtrecht verliehen, lag zunächst in der Adelsrepublik Polen-Litauen, Woiwodschaft Bełz, und kam 1772 als Szczurowice zum damaligen österreichischen Kronland Galizien (bis 1918 dann mit dem Status eines Marktes im Bezirk Brody).
Nach dem Ende des Ersten Weltkrieges kam der Ort zur Polen, war hier ab 1921 als Szczurowice in die Woiwodschaft Tarnopol, Powiat Radechiw, Gmina Szczurowice eingegliedert und wurde im Zweiten Weltkrieg erst von der Sowjetunion und ab 1941 bis 1944 von Deutschland besetzt und dem Distrikt Galizien angeschlossen. Nach der Rückeroberung durch sowjetische Truppen 1944 kam er 1945 wiederum zur Sowjetunion und wurde in die Ukrainische SSR eingegliedert, seit 1991 ist der Ort Teil der unabhängigen Ukraine. Unter sowjetischer Herrschaft wurde dem Ort 1939 der Marktstatus aberkannt und zum Dorf herabgestuft.